# Contea di Yi (Anhui)
La contea di Yi (黟县S, Yī XiànP) è una contea della Cina, situata nella provincia dell'Anhui.